# Monte-Carlo Country Club

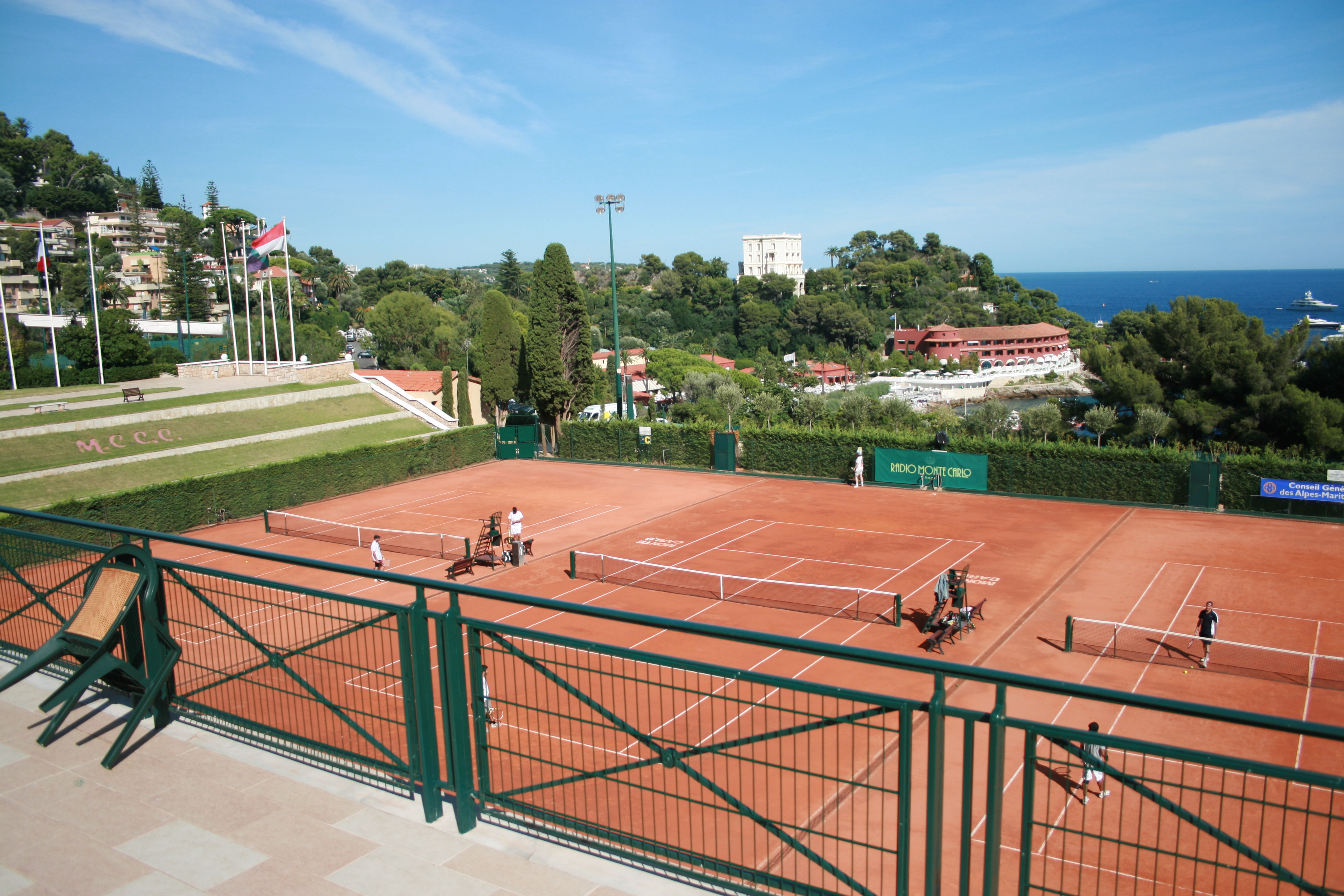
Tennisanläggningens huvudbana och med Villa La Vigie (vita byggnaden) och Monte-Carlo Beach (rödbruna byggnaderna) i bakgrunden.

Monte-Carlo Country Club, MCCC, är en monegaskisk tennisklubb som sköter furstendömets enda tennisanläggning med samma namn som ligger på 155 Avenue Princesse Grace i Roquebrune-Cap-Martin i Frankrike. Anläggningen och tennisklubben ägs av det statliga monegaskiska tjänsteföretaget Société des bains de mer de Monaco (SBM) och betraktas tillhöra Monaco trots att den ligger i grannlandet.
Anläggningen består av 23 tennisbanor varav 21 är grus medan två är hardcourt. Huvudbanan Court Rainier III består av tre, vid större matcher så används den mellersta medan de andra två blir då täckta av temporära läktare och får då en publikkapacitet på 10 200 åskådare. Den har arrangerat Monte Carlo Masters varje april sedan tennisklubben grundades.
MCCC har dock sitt ursprung från 1893, när tennisklubben Lawn Tennis de Monte-Carlo grundades och hade sin tennisbana på taket på det anrika hotellet Hôtel de Paris. 1905 flyttades tennisklubben till La Condamine efter att SBM ville renovera hotellet, där fick den dock en till tennisbana samt bana för bågskytte och cricket. Eftersom Monaco växte allt mer var då tennisklubben tvingad att flytta sin verksamhet igen 1921, den här gången fick de vara på taket på ett parkeringshus och fick namnet Festa Country Club. Omkring 1925 beslutade fursten Ludvig II av Monaco att det var på tiden att bygga en permanent tennisanläggning och använde då 100 miljoner franska franc till att köpa mark från den franska staten samt att finansiera själva bygget. Den designades av Charles Letrosne. Tennisklubben och anläggningen grundades respektive invigdes i februari 1928 av fursten med sällskap av inbjudna gäster som bland andra Andrej Vladimirovitj och Helena Vladimirovna av Ryssland, Gustaf V av Sverige, Nikolaos av Grekland och Danmark och Prins Arthur, hertig av Connaught och Strathearn. Den fick sitt nuvarande namn tio månader senare.